# Bajcsa (település)
Bajcsa (horvátul: Bajča) 1981 óta Nagykanizsához tartozó egykori község.

## Fekvése
Nagykanizsától 8 km-re délnyugatra található. A 16-os helyi autóbuszjárattal közelíthető meg. A Székesfehérvár–Gyékényes-vasút mellett 800 m-re fekszik.

## Története
A településtől keletre a középkorban már volt egy másik Árpád-kori falu, feltehetően a ma már megmosolyogtató nevű Anyádvalaga (Anyadwaloga, kevésbé trágár nevén Venéce), amely azonban a török hódoltság alatt, 1563-66 körül elpusztult. 1578-ban a stájer rendek palánkvárat (Bajcsavár) építtettek egy közeli homokdombon, a mai falutól délkeletre, amelyet azonban konstrukciós hibák miatt 1590-ben elhagytak. Helyéről számos értékes régészeti lelet – kerámiák, érmék, metszetek, üvegpoharak, használati eszközök, viseleti tárgyak és egy napóra – került elő. 1579-ben Erdődy Tamás és Zrínyi György itt győzte le Ali pasát. A helyet 1594-ben említik először Baycha alakban.
1744-ben Bajcsapuszta néven került Batthyány Lajos nádor birtokába a kanizsai uradalom részeként. A nádor 1761-ben muraközi horvát telepeseket hozatott, akik 1910-re szinte teljesen elmagyarosodtak. 1910-ben 503 lakosa volt. 1981-ben Nagykanizsához csatolták.

## Díszpolgára
- 1940: Ilovszky János országgyűlési képviselő.[7]

## Nevezetességek
- A Bajcsa SE futballklub a Zala megyei labdarúgó-bajnokság harmadosztály Déli csoportjában játszik. Helyi sportpályája van.
- Művelődési ház
- A Nagyboldogasszony római katolikus templom 1997-ben épült.